# Concept d’Ivoirité
Das Concept d'Ivoirité (französisch für „Konzept der Ivorität“, oder auch „Ivorität“ und „Ivorertum“ von französisch ivorité) ist ein nationalistischer und rassistischer Begriff in der Elfenbeinküste (Côte d'Ivoire). 
Es definiert, wer nach der Meinung der Anhänger dieses Konzeptes als „Ivorer“ gilt und wer nicht. 1990 wurden auf der Grundlage des Concept d'Ivoirité Pässe ausgegeben, was zu Repressionen gegen Einwanderer führte. 1994 führte der damalige Präsident Henri Konan Bédié ein Gesetz ein, das die Ivorität zur Bedingung für die Präsidentschaftskandidatur machte.

## Geschichte
Entwickelt wurde das Concept d’Ivoirité in den 1970er-Jahren. Es sollte die Gemeinsamkeiten der Einwohner der seit 1960 als unabhängiger Staat bestehenden Elfenbeinküste definieren. In den 1980er-Jahren wurden in diesem Zusammenhang erstmals Spannungen sichtbar. In der Region Daloa gab es Konflikte zwischen einheimischer und eingewanderter Bevölkerung, wobei das Konzept die Einheimischen, unter anderem in Bezug auf Besitz von Land, bevorzugte.
Alassane Ouattara, später selbst durch das Konzept benachteiligt, führte als Premierminister unter Félix Houphouët-Boigny im Jahr 1990 Ausweise ein, die das Konzept durch strenge Einschränkungen bezüglich der Herkunft erstmals umsetzten. Einem großen Teil der eingewanderten Bevölkerung wurde der Ausweis verwehrt, weil sie als „Nicht-Ivorer“ angesehen wurden. Oft wurden, unter dem Vorwand von Ausweiskontrollen, Migranten durch die Sicherheitskräfte diskriminiert.
1994 ließ der damalige Präsident, Henri Konan Bédié, das Konzept auch als Voraussetzung für die Präsidentschaftskandidatur gesetzlich festlegen. Man musste seit mindestens fünf Jahren in der Elfenbeinküste leben und ivorische Eltern haben. Damit war es Ouattara nicht mehr möglich, bei den Präsidentschaftswahlen 1995 und den Präsidentschaftswahlen 2000 zu kandidieren, weil ihm vorgeworfen wurde, dass seine Mutter aus Burkina Faso stamme. In der Folge boykottierten die Rassemblement des Républicains (RDR) und die Parti démocratique de Côte d'Ivoire (PDCI-RCA) die Wahl im Jahr 2000, der 2002 ein fünfjähriger Bürgerkrieg folgte.
Laurent Gbagbo, der Hauptkontrahent von Ouattara in der Regierungskrise 2010/2011, ist ein Vertreter des Concept d’Ivoirité.